# Entropia de formació
L'entropia de formació d'un compost químic (o una substància en estat elemental), en termodinàmica i termoquímica, és la diferència (increment o decrement) d'entropia en el procés de la seva formació a partir dels seus elements constituents (en estat atòmic o en certa forma predefinida). Com major (més positiva) sigui l'entropia de formació d'una espècie química, més favorable (per entropia) serà la seva formació. Al contrari, com més negativa sigui la seva energia de formació, menys favorable serà energèticament.
L'entropia de formació estàndard d'un compost químic (o una substància en estat elemental), en termodinàmica i termoquímica és la diferència (increment o decrement) d'entropia que acompanya la formació d'1 mol d'una substància en el seu estat estàndard a partir dels seus elements constituents en el seu estadi estàndard.